# Référendums au Venezuela
Les référendums d'initiative parlementaire ou populaire sont possibles au Venezuela en matière législative, abrogative, révocatoire et constitutionnelle ainsi que pour la convocation d'une assemblée constituante, la constitution vénézuélienne offrant un large cadre légal à ces formes de démocratie directe. 

## Fondements
La constitution vénézuélienne de 1999 donne à la population la possibilité de convoquer un référendum sur une proposition de loi, l'abrogation d'une loi existante, la révocation d'un élu — dont le président —, une modification de la constitution ainsi que sur la convocation d'une assemblée constituante,.

## RéférendumLégislatif ou abrogatif

### Consultatifs
En accord avec l'article 71 de la constitution, une pétition peut déclencher la tenue d'un référendum populaire consultatif à la condition de réunir les signatures d'au moins 10 % des électeurs inscrits sur les listes électorales. En 2018, un total de 20 527 571 électeurs étaient inscrits sur les listes, ce qui équivaut à un seuil d'environ 2 053 000 signatures. En pratique, le nombre de signatures à collecter est cependant plus élevé pour pallier le nombre variable de signatures invalides ou en double. 
Ces référendums peuvent aussi être organisés au niveau des municipalités ou des États du Venezuela, le seuil de 10 % s'appliquant alors aux inscrits de leurs circonscriptions respectives.
Les référendums consultatifs peuvent également être organisés sur décision du président de la république prise en conseil des ministres, ou par un vote à la majorité absolue des membres de l'assemblée nationale. Au niveau des municipalités et des États, ce droit revient aux maires et gouverneurs, ainsi qu'aux conseils municipaux et législatifs, mais à la majorité des deux tiers de leurs membres.

### Impératifs
En accord avec l'article 73, les projets de loi débattus par l'assemblée nationale peuvent être soumis à référendum par un vote des deux tiers de ses membres. Si la loi recueille la majorité absolue des suffrages exprimés avec un taux de participation d'au moins 25 %, elle est adoptée. Dans le cas d'un traité international pouvant porter atteinte à la souveraineté du pays, 15 % des inscrits peuvent également convoquer un référendum, au résultat impératif. Les référendums portant sur la ratification d'un traité sont dits conventionnels.
L'article 74 permet quant à lui de mettre en œuvre un référendum portant sur l'abrogation d'une loi ou d'un décret, si une initiative populaire en ce sens recueille les signatures de 10 % des inscrits pour une loi, ou 5 % pour un décret présidentiel. Ne sont pas concernés les lois relatives au budget, celles établissant ou modifiant les impôts, ou portant sur le crédit, l'amnistie, les droits de l'Homme ainsi que les traités internationaux.
Si le résultat d'un référendums abrogatif est impératif, il n'est cependant valide qu'à la condition de recueillir une majorité absolue des voix en faveur de l'abrogation, ainsi qu'un quorum de participation de 40 % des inscrits. Il ne peut être organisé sur le même sujet qu'un seul référendum abrogatif par mandat de l'assemblée, qui est de cinq ans.

## Référendum révocatoire
En accord avec l'article 72 de la constitution, tous les élus vénézuéliens peuvent faire l'objet de référendum révocatoire, si au moins 20 % des électeurs inscrits sur les listes électorales dans la circonscription de l'élu concerné en font la demande. Dans le cas du président de la république, ce seuil représente en 2018 environ 4 106 000 signatures. Pour être valide et impératif, le référendum révocatoire doit recueillir un nombre de suffrages en faveur de la révocation plus élevé que celui recueilli par l'élu lors de son élection, et franchir un quorum de 25 % de participation. 
Un tel référendum ne peut être convoqué qu'une seule fois au cours du mandat de l'élu. Il ne peut pas non plus l'être au cours de la première moitié de son mandat.

## Référendum constitutionnel
Le chapitre II de la constitution permet la tenue d'un référendum portant sur une modification de cette dernière, qui peut se faire à l'initiative :
- Du président de la République, en conseil des ministres
- De 39 % des membres de l'Assemblée nationale, suivi d'un débat et d'un vote à la majorité des deux tiers dans un délai de deux ans
- Des signatures d'au moins 15 % des électeurs inscrits sur les listes électorales (environ 3 080 000 en 2018).
- De l'Assemblée constituante après rédaction de la nouvelle loi fondamentale

Le projet de révision constitutionnelle peut être soumis en entier à référendum, ou faire l'objet de questions séparées si le président, un tiers du parlement ou 5 % des électeurs en font la demande. Il est approuvé ou rejeté par référendum à la majorité absolue, et ne peut être proposé plus d'une fois par mandat de l'assemblée. En cas de résultat favorable, les changements constitutionnels prennent effet passé un délai de dix jours.

## Référendum constituant
Le chapitre III de la constitution établit que le pouvoir constituant originel appartient au peuple vénézuélien, qui peut l'exercer par la convocation d'une assemblée constituante chargée de l'écriture d'une nouvelle constitution. Cette convocation peut se faire par référendum à l'initiative :
- Du président de la République, en conseil des ministres
- Des deux tiers des membres de l'Assemblée nationale
- Des deux tiers des membres de l'ensemble des conseils municipaux
- Des signatures d'au moins 15 % des électeurs inscrits sur les listes électorales

La convocation de la constituante est approuvée ou rejetée par référendum à la majorité absolue. En cas de résultat positif, il est formellement interdit au président ainsi qu'aux autorités existantes de faire obstruction de quelque manière que ce soit aux travaux de l'assemblée constituante.
L'article 350 indique cependant que « le peuple vénézuélien, en accord avec sa tradition républicaine et sa recherche de l'indépendance, de la paix et de la liberté, se doit de désavouer tout régime, législation ou autorité violant les valeurs et principes démocratiques ou portant atteinte aux droits de l'Homme ».